# Елизабет фон Хонщайн-Зондерсхаузен
Елизабет фон Хонщайн-Зондерсхаузен (на немски: Elisabeth Gräfin von Honstein-Sondershausen; * ок. 1332; † ок. 1381) е графиня от Хонщайн-Зондерсхаузен и чрез женитба графиня на Шварцбург-Бланкенбург-Рудолщат (1347 – 1368).

## Произход
Тя е дъщеря наследничка на граф Хайнрих V фон Хонщайн-Зондерсхаузен († 1356) и съпругата му принцеса Матилда фон Брауншвайг-Люнебург-Гьотинген († 1357), дъщеря на херцог Албрехт II фон Брауншвайг-Волфенбютел-Гьотинген († 1318) и Рикса фон Верле († 1317).

## Фамилия
Елизабет се омъжва пр. 11 юни 1347 г. за граф Гюнтер XXV фон Шварцбург-Бланкенбург († 1368), граф на Шварцбург-Рудолщат (1356 – 1368), син на граф Хайнрих X (VII) фон Шварцбург-Бланкенбург († 1338) и Елизабет фон Ваймар-Орламюнде († 1362). Той е брат на Хайнрих XII фон Шварцбург-Бланкенбург († 1372), женен на 24 февруари 1338 г. за нейната сестра Агнес фон Хонщайн-Зондерсхаузен († 1382/1389).
Те имат трима сина:
- Хайнрих XX фон Шварцбург († ок. 29 септември 1413), граф на Шварцбург-Арнщат-Зондерсхаузен
- Гюнтер XXXI фон Шварцбург († сл. 1 януари 1381), лишен от собственост 1379 година
- Гюнтер XXIX фон Шварцбург-Бланкенбург (* 1352; † 7 юли 1416), граф на Шварцбург-Бланкенбург, сгоден на 30 март 1362 г., женен ок. 20 януари 1375 г. за ландграфиня Анна фон Лойхтенберг (* 1354; † 24 януари 1423), родители на Гюнтер XXXIII фон Шварцбург, архиепископ на Магдебург (1403 – 1445).